# Carex panicea
Ne doit pas être confondu avec Carex punicea.
Espèce
Classification APG III (2009)
Carex panicea L., la Laîche millet, est une espèce végétale du genre Carex et de la famille des Cyperaceae. C'est une plante herbacée pérenne originaire d'Eurasie vivant dans les prairies humides.

## Synonyme
- Carex mucronata
- Carex depauperata
- Trasus paniceus (L.)

## Noms vernaculaires
- Français : Laîche bleuâtre ou Laîche faux panic, ou Laîche millet.
- Néerlandais : Blauwe zegge
- Allemand : Hirse-Segge.